# Список памятников Луганска
В Луганске насчитывается более 40 монументальных фигур, бюстов, скульптурных групп и обелисков. Подавляющее большинство памятников относится к советской и постсоветской эпохе, однако, сохранились также и несколько монументов дореволюционного периода.

## Памятники Луганска
Луганск — самый восточный из украинских областных центров, центр промышленного региона, один из центров (наряду с Донецком) украинского Донбасса; особенность региона (и города) — большое число русскоговорящего населения и большое число рабочих, что во многом определяет подход городских властей к монументальной скульптуре города.
В советский период в городе были установлены по большей части памятники советским военным и партийным деятелям, в том числе несколько памятников Ленину, героям Октябрьской революции, а также увековечен в форме стел, мемориалов и памятников подвиг народа в Великой Отечетсвенной Войне, было установлено несколько бюстов деятелям русской культуры.
На независимой Украине Луганск стал ареной внутриукраинской борьбы в выборе направления развития страны, это проявилось в том числе и в сфере городского монументального искусства. Показательны идеи местной власти — реакция то на снос памятников советской эпохи, то на установление в других городах государства новых монументов украинским деятелям, деятельность которых трактовалась в СССР (и ныне трактуется в России) как антисоветская и антироссийская, по сооружению памятников для увековечения «своих героев» или в противовес украинскому национализму — то остановив сооружение памятника российской императрице Екатерине II, а то построив памятник «жителям Луганщины, павшим от рук карателей-националистов из ОУН-УПА».
Но при этом в городе появляется немало новых, политически неангажированных памятников — историю города увековечивают бюсты шотландского промышленника Карла Гаскойна, что стал одним из основателей города, и первого луганского городского головы Николая Холодилина, трудовые свершения горожан прославляют скульптуры Литейщика и Пожарных.
Во время правления Президента Украины Виктора Ющенко в Луганске установили памятники в увековечения трагических событий истории Украины XX века — мемориал воинам-афганцам и памятный знак жертвам Голодомора. Почти сразу со сменой власти в стране и курса внутренней и внешней политики в начале 2010 года в Луганске накануне 65-й годовщины Дня Победы был установлен памятник «жертвам ОУН-УПА».
К 90-летию старейшего в городе вуза — Восточноукраинского национального университета имени Владимира Даля (27 марта 2010 года) в городе планировалось соорудить памятник славным землякам Владимиру Далю (уже второй в городе) и Борису Гринченко, который должен был предстать перед центральным аудиторным корпусом университета, однако в процессе подготовки первоначальная идея потерпела изменения, и официальные празднования юбилея вуза и открытие памятника Владимиру Далю были перенесены на май.
На День города-2010 в Луганске открыли памятник трагически погибшей российской поэтессе Татьяне Снежиной.
После взятия под контроль самопровозглашенной ЛНР, с 2014 года в городе появились памятники связанные с этой Республикой, одновременно со сносом памятников связанных с Украиной.

## Список
| Название | Год установки             | Расположение                                                                                              | Фото | Краткие сведения |
| --- | ------------------------- | --- | ---- | --- |
| Автору «Слова о полку Игореве»                                                                                            | 1994                      | Возле библиотеки им. М.Горького (ул. Советская, 78)                                                       |      | Некоторые историки утверждают, что битвы князя Игоря с половцами проходили на территории Луганщины, в связи с чем и было решено установить памятник. На памятнике высечены слова: укр. Авторові «Слова о полку Ігоревім», співцеві походу та битви з половцями у 1185 р.. Скульптор И. Чумак. |
| мемориал Борцам Революции                                                                                                 | 1936                      | На площади Борцов революции                                                                               |      | Соорудить памятник предложили в окт. 1930 г. на заседании президиума Луганского горсовета. В нач. 1935 г. Донецкий областной съезд выделил 100 000 рублей на создание памятника. Памятник был сооружён в 1936 году и открыт в ноябре 1937 г. к 20-й годовщине революции. Во время ВОВ был разрушен, в 1944 г. восстановлен. В 1959 г. — добавлена стела в виде трёх приспущенных знамён. В 1987 г. — реставрация комплекса. В композиции памятника соединились 24 колонны из чёрного лабрадорита и белые мраморные плиты. По обеим сторонам мемориальной стены располагаются скульптуры А. Я. Пархоменко и П. И. Цупова. Напротив мемориальной стены на другой стороне улицы были установлены трофейные английские танки. Авторы — скульпторы А. А. Артюшенко, В. И. Ткаченко, А. Ф. Лакатош, Л. П. Трегубова, архитектор А. С. Шеремет.. |
| Воинам-«афганцам» | 2006                      | в сквере Памяти                                                                                           |      | Памятник воинам-«афганцам» был открыт в преддверии 17-й годовщины вывода советских войск из Афганистана 10 февраля 2006 года. У подножия мемориала на граните высечены 162 имени жителей Луганской области (в том числе 39 луганчан), не вернувшихся с войны. |
| Воинам Советской Армии, которые погибли в 1943 году в боях за освобождение Луганска                                       | 1965 / 2023               | На Острой могиле                                                                                          |      | Памятник в честь воинов Советской Армии, которые погибли в 1943 году в боях за освобождение Луганска от немецко-фашистских захватчиков был построен в 1945 году. Автор — скульптор В. Мухин. |
| Клименту Ворошилову | 1981                      | на улице Коцюбинского                                                                                     |      | Открыт к 100-летнему юбилею 4 февраля 1981 года. Скульптор А. И. Посядо, архитектор А. Н. Душкин. Высота 12 м, трёхметровый гранитный фундамент. |
| бюст Карла Гаскойна | 1995                      | Перед зданием Областного краеведческого музея (ул. Шевченко, 2)                                           |      | Бюст шотландского промышленника Карла Гаскойна, одного из основателей города, был установлен в 1995 году на 5-метровой колонне, стиль которой соответствует эпохе классицизма. Авторы — луганский архитектор Г. Г. Головченко и скульптор А. Редькин. |
| Гастелло Н. Ф., бюст | 1981                      | В военном городке, Острая могила                                                                          |      | Памятник Герою Советского Союза (посмертно) Гастелло Н. Ф был установлен 8 мая 1981 года. Бюст — бетон, медная выколотка. Прямоугольный постамент — красный гранит. Скульпторы Щербаков П. Н., Слепцов Г. К., архитекторы Симонов В. П., Долгополов А. Я.. |
| Героям обороны 1919 года, обелиск                                                                                         |                           | На Острой могиле                                                                                          |      | |
| Героям-ликвидаторам последствий аварии на ЧАЭС                                                                            | 2001                      | Напротив школы № 20 на Красной площади Луганска                                                           |      | Памятник-мемориал «Героям-ликвидаторам последствий аварии на ЧАЭС, от Луганской области» и символическая «Книга Памяти» были открыты в 15-ю годовщину Чернобыльской трагедии, в 2001 году. На полукруглом постаменте скульптура обнаженного человека, телом своим закрывшего мир от взорвавшегося атома в форме шара с исходящими лучами. В «Книге» — надпись: «Тот, кто отмечен печатью Бессмертия — не подлежит забвению!». Скульптор Чумак Е. Ф., архитектор Монастырская Н. А.. |
| Владимиру Далю | 1981                      | На площадке перед зданием Луганской областной физиотерапевтической поликлиники (ул. Даля, 7).             |      | Памятник выдающемуся российскому лексикографу, этнографу и писателю, создателю «Толкового словаря живого великорусского языка», В. И. Далю был создан в 1972 году, а установлен в 1981 году в честь 180-летия со дня рождения писателя на улице Английской, ныне носящей его имя. Скульптура — бетон, медная выколотка. Постамент, площадка — гранит. Общая высота памятника — 3,4 м. Авторы — украинские скульпторы И. П. Овчаренко и В. Ю. Орлов, архитектор — Г. Г. Головченко. |
| Владимиру Далю | 2010                      | Перед главным корпусом Восточноукраинского национального университета им. В. Даля                         |      | Памятник был открыт 20 мая 2010 года в ходе посещения Луганска Президентом Украины Виктором Януковичем. |
| Феликсу Дзержинскому | 1967                      | на улице Оборонной                                                                                        |      | Памятник известному советскому государственному деятелю представляет собой скульптуру высотой 3,4 м, установленную на железобетонном постаменте, на котором содержится гранитная доска с надписью «Ф. Э. Дзержинский». Открыт 18 ноября 1967 года. Скульпторы Федченко В. Х., Бунин Н. Л., архитектор Челомбитько Б. И.. |
| Феликсу Дзержинскому, бюст                                                                                                | 1968                      | ул. Шевченко, возле УВД                                                                                   |      | Бюст на прямоугольном постаменте. Дзержинский изображен в кителе, без головного убора. Бюст — тонированный бетон. Постамент — гранит. Памятник установлен к 61-й годовщине образования органов ВЧК и милиции. Скульпторы Вовк Ф. Ф., Бунин Н. Л.. |
| Жертвам Голодомора, памятный знак                                                                                         | 2008 — 2024, демонтирован | ул. Советская, Сквер Памяти (бывшее Гусиновское кладбище)                                                 |      | Во время проведения акции «Неугасимая свеча» в ноябре 2008 года, инициированной Всемирным конгрессом украинцев, был открыт памятный знак жертвам голода. Митрополит Луганский и Алчевский Иоанникий освятил памятный знак и отслужил поминальный молебен по жертвам Голодомора. Скульптор Н. Можаев. |
| Жертвам ОУН-УПА | 2010                      | На площади Героев ВОВ                                                                                     |      | Открыт в 8 мая 2010 года в канун 65-й годовщины Дня Победы. На памятнике отчеканены 18 фамилий (21 человек) луганчан, которые «погибли с 1943 по 1956 годы от рук националистов в Западной Украине». |
| Памятник работникам милиции, погибшим в годы Второй мировой войны, памятный знак                                          | 1965                      | ул. Польского                                                                                             |      | Памятный знак погибшим сотрудникам милиции Луганщины был установлен в 20-ю годовщину Дня Победы, в 1965 году. Мраморный (из красного мрамора) прямоугольный монолит, на лицевой стороне памятника текст на русском: «Работникам милиции Луганщины, погибшим в годы Великой Отечественной войны и в мирное время» «Они сражались не ради славы, а ради жизни на Земле» «9 мая 1965 г.». Скульптор В. И. Мухин. |
| Звейнеку Г., комиссару 15 Инзенской стрелецкой дивизии                                                                    | 1978                      | На улице Звейнека (недалеко от дома № 190)                                                                |      | В 1978 г. установлен памятник Генриху Звейнеку (политкомисар 15-й Инзенской революционной дивизии, погиб 12 апреля 1919 года на Острой Могиле при осмотре позиций перед боем): бюст (тонированный бетон, окованный медью) на прямоугольном постаменте (гранит). Звейнек изображен в гимнастерке, на голове — фуражка. Скульпторы В. Х. Федченко, В. П. Поляков. |
| Владимиру Ленину | 1967                      | площади Героев ВОВ                                                                                        |      | Памятник установлен по постановлению ЦК КПСС и Совета Министров СССР от 21.01.1967 г. № 58. Бронзовая фигура в рост на прямоугольном постаменте. Текст на постаменте: «В. Ульянов (Ленин)». Фигура бронзовая, постамент — из чёрного лабрадорита. Фигура — 5 м, постамент — 4,9 м, площадка — 5м*5 м. Скульпторы М. Г. Манизер, О. М. Манизер, архитектор И. В. Рожин. |
| Владимиру Ленину | 1967                      | У 1-й проходной Луганского тепловозостроительного завода                                                  |      | Установлен к 50-летию Октябрьской революции. Скульптура Ленина в рост установлена на постаменте прямоугольной формы. Ленин запечатлен в движении, правая нога выставлена вперед. В согнутой к груди руке — свернутые листы бумаги, левая рука отведена назад. Скульптор В. И. Мухин. |
| Владимиру Ленину | 1932                      | На площади Революции                                                                                      |      | Бронзовая скульптура в рост. В. И. Ленин изображен в момент выступления. Правая рука на трибуне, в левой — записная книжка. На лицевой стороне постамента сверху надпись: «Ленин». На трех других сторонах — барельефы с изображением эпизодов революционной деятельности Ленина в 1917 г. Скульптура, барельефы, буквы — бронзовые. Постамент из песчаника. Скульпторы В. И. Мухин, В. Х. Федченко, В. И. Агибалов, Б. В. Мизин. |
| Владимиру Ленину | 1967                      | пл. Р. Люксембург, возле ДК им. В. И. Ленина                                                              |      | Скульптура Ленина из железобетона в рост установлена на постаменте из гранитной крошки прямоугольной формы. Ленин запечатлен в движении, правая нога выставлена вперед, в согнутой к груди руке — свернутые листы бумаги. На постаменте надпись «Ленин». Памятник выполнен Ворошиловградским художественно-производственным комбинатом художественного фонда УССР. Памятник реконструировался в 1984 и 1985 г. Скульпторы В. И. Мухин, В. Х. Федченко, В. И. Агибалов. |
| Владимиру Ленину, бюст |                           | На территории хлебозавода № 2                                                                             |      | |
| Литейщику | 1995 (2008)               | Возле Луганского горсовета (ул. Коцюбинского)                                                             |      | Скульптура литейщика была сделана ещё в 1995 году и тогда же установлена на территории режимного предприятия — завода имени Ленина. Ко дню города 20 сентября 2008 года Луганский горсовет принял решение перевести памятник в коммунальную собственность и перенести его на широко доступное для осмотра место в центре города. Скульптура, пушка — чугунные. Скульптура — 4,2 м. Постамент — кирпич, облицованный гранитными плитами. Размеры постамента — 1,3*2,5*5,3 м. Площадка 0,3*3,2*3,6 м. Автор — местный скульптор М. В. Можаев. |
| Памятник Павлу Луспекаеву                                                                                                 | 21 июня 2011              | Возле здания Луганской областной таможни (ул. Оборонная, 34а)                                             |      | Памятник актёру Луспекаеву Павлу, который родился в Луганске, в образе таможенника Верещагина из фильма «Белое солнце пустыни». Памятный знак имеет название «За Державу». Руль символизирует собой государство, сжатый кулак героя говорит о том, что контрабандисты, которые посягают на безопасность государства, не имеют никакого шанса. Сундук, бочка и ниспадающая ткань изображают богатство государства. А немного повернутый силуэт и широко расставленные ноги героя символизируют собой охранника, который стоит на защите государственных интересов. Памятник выполнен из бетона с последующим оковкой медью. Величина конструкции около 3 метров. Скульптор: Виктор Закалюкин. |
| Михаилу Матусовскому | 2007                      | Перед зданием Луганского государственного института культуры и искусств (Красная площадь, 7)              |      | Памятник российскому поэту, переводчику произведений Т. Шевченко и других украинских поэтов, уроженцу Луганска М. Л. Матусовскому был торжественно открыт 15 сентября 2007 года в дни празднования 212-й годовщины основания Луганска. Авторы — скульптор, заслуженный скульптор Украины Е. Ф. Чумак, архитектор В. В. Женеску. |
| Бюст Александра Молодчего                                                                                                 | 1948                      | В сквере на Красной площади                                                                               |      | Бюст военного деятеля времен Великой Отечественной войны, дважды Героя СССР А. И. Молодчего был установлен 8 октября 1948 года. Установлен согласно Указу Президиума Верховного Совета СССР «О награждении Героя Советского Союза гвардии капитана Молодчего Александра Игнатьевича второй медалью „Золотая звезда“» от 31 декабря 1942 года, предписывающего сооружение бронзового бюста на родине Героя. |
| Музы, скульптурная композиция                                                                                             | 2004                      | Перед Домом техники (сейчас — Луганская государственная академия культуры и искусств, Красная площадь, 7) |      | Скульптурная композиция была установлена в 2004 году. Её автор — старший преподаватель кафедры «Изобразительное искусство» Луганской государственной академии культуры и искусств Андрей Викторович Боровой. |
| Братская могила Офицеров Советской Армии                                                                                  | 1944                      | В сквере на площади Революции                                                                             |      | На прямоугольном постаменте — скульптура коленопреклонённого офицера Советской Армии, целующего боевое знамя. На лицевой стороне постамента надпись: укр. «Визволений Ворошиловград — героям Великої Вітчизняної війни». Постамент из кирпича и цемента. Скульптура — железобетон, окованный медью. В братской могиле похоронены 5 офицеров Советской Армии 3-й гвардейской армии Юго-Западного фронта: гвардии подполковник Дмитриев А. С., гвардии подполковник Дементьев Н. А., гвардии полковник Парховников, гвардии майор Митин М. Т., гвардии старший лейтенант Махров С. В., павшие смертью храбрых 14 февраля 1943 г. при освобождении Ворошиловграда. |
| Братская могила мирных советских граждан — жертв нацизма                                                                  | 1945                      | В районе Острой могилы                                                                                    |      | Скульптура коленопреклонённого солдата Советской Армии, склонившегося над мёртвым ребёнком. Постамент из кирпича и цемента. В братской могиле похоронены около 2000 жителей Луганской области, практически вся еврейская община, казнённая нацистами во время немецкой оккупации Луганска в Великую Отечественную войну. |
| Бюст и могила Александра Пархоменко                                                                                       | 1957                      | В сквере на площади Революции                                                                             |      | Бюст военного и партийного деятеля времен Гражданской войны был установлен в 1957 году на месте его захоронения (могилы). Авторы — скульптор Г. Можаев и архитектор В. Шарапенко. На могиле А. Я. Пархоменко установлен его бюст на постаменте прямоугольной формы. Герой изображён в бурке с биноклем на груди. На постаменте накладными буквами надпись: «Александр Пархоменко (1885—1921)». Бюст бронзовый, постамент из красного гранита. Высота бюста — 1,3 м; высота постамента — 2,17 м; ширина постамента — 63 см. |
| Памятник Александру Пархоменко                                                                                            | 1957 / 2011               | На улице 50 лет образования СССР, напротив школы № 26                                                     |      | Полноростовая скульптура участника рабочего движения и командира Красной Армии времен Гражданской войны в России была создана известным скульптором Василием Федченко и установлена в 1957 году возле одноимённого завода на улице Железнодорожной в районе вокзала. После закрытия завода памятник постепенно начал разрушаться и власти города в 2011 году решили отреставрировать памятник и переустановить на новое место в центре. 8 сентября восстановленный памятник Александру Пархоменко был торжественно открыт в центре города на улице 50-летия Образования СССР. |
| Пожарным |                           | на ул. Челюскинцев                                                                                        |      | |
| Бюст Александра Пушкина                                                                                                   | 1959 / 2022               | На Пушкинской аллее ПКиО им. 1 мая на улице К. Либкнехта                                                  |      | Памятник — бетонный бюст на небольшом гранитном постаменте поэту-классику российской литературы А. С. Пушкину был установлен в 1959 году или 1981 году. Авторы памятника — скульптор А. А. Редькин и архитектор А. Долгополов. В сентябре 2022 года памятник был перенесен на улицу Пушкина. |
| Советским воинам-танкистам                                                                                                |                           | на Острой могиле                                                                                          |      | Памятник советским воинам-танкистам представляет собой установленный на постаменте танк Т-34. |
| Снежиной Татьяне | 2010                      | в сквере имени «Молодой гвардии»                                                                          |      | Памятник поэтессе-уроженке города Татьяне Снежиной, (автор слов хита Аллы Пугачёвой «Позови меня с собой») (в 1995-м году 23-летняя поэтесса погибла в автокатастрофе), был установлен и торжественно открыт в рамках Дня города-2010 11 сентября. Бронзовый монумент сооружен за средства родителей поэтессы и спонсорских пожертвований. Автор памятника — Народный художник Украины Евгений Чумак. |
| Студентам и преподавателям Восточноукраинского университета, погибшим в годы Второй мировой войны, мемориал               |                           | перед корпусом № 2 Восточноукраинского национального университета имени Владимира Даля                    |      | Памятник был установлен в честь 50-летия Победы в 1995 г. в виде композиции из железобетонной скульптуры и арки. Скульптор — Е. Ф. Чумак. |
| Тем, кто ковал Победу |                           | |      | |
| Труженику Луганщины | 1967                      | на ул. Советской                                                                                          |      | Памятник Труженику Луганщины установлен в 1967 году в честь работников Луганщины в канун 50-летия Октябрьской революции. Летом 2009 года состоялось открытие отреставрированного памятника «Труженику Луганщины» — был укреплен и облицован гранитом постамент, сама стела покрыта медью, возле монумента установлены специальные фонари, которые будут подсвечивать его в темную пору. На эти работы власти областного центра выделили около 400 тысяч гривен. |
| Бюст Николая Холодилина                                                                                                   | 1996                      | на улице Пушкина                                                                                          |      | Бюст первого городского головы Луганска Н. П. Холодилина открыли в 1996 году. Автор — луганский архитектор Г. Г. Головченко. |
| Тарасу Шевченко | 1998                      | в сквере Героев Великой Отечественной войны                                                               |      | Памятник великому украинскому поэту и мыслителю Т. Г. Шевченко был открыт 22 мая 1998 года. Автор — украинский скульптор И. М. Чумак. |
| И. М. Яковенко, памятник на могиле                                                                                        | 1944                      | в сквере на площади Революции                                                                             |      | На могиле памятник: на постаменте из необтесанного камня пирамидальной формы — скульптура орла. Его правое крыло распростёрто, левое — безжизненно опущено, в клюве — пулемётная лента. На лицевой стороне постамента доска с надписью: «И. М. Яковенко 1910—1942». Скульптура орла из железобетона, высота 1,4 м. Постамент из камня и цемента, высота 2,3 м. Мемориальная доска из металла. Скульпторы: Мухин В. И., Федченко В. Х.. |
| Донским казакам |                           | Памятник донским казакам возле разрушенного коммунистами Казанского собора (ул. К. Маркса)                |      | |
| В честь боевых побед работников милиции Луганщины в годы Гражданской (1918—1922) и Великой Отечественной (1941—1945) войн |                           | Красная площадь                                                                                           |      | |
| Крепостная пушка «единорог»                                                                                               | 1900, 1978                | Луганский краеведческий музей                                                                             |      | Отлита в 1814 г. на Луганском литейном заводе. После революции и до 1978 стояла в помещении музея с деревянным лафетом. |
| Погибшим в войну железнодорожникам                                                                                        | 1975                      | ул. Даля                                                                                                  |      | Памятник был заменён в 1978 году. Скульпторы И. П. Овчаренко, В. Ю. Орлов. |
| Шахтёрам-гидромониторщикам                                                                                                | 1961                      | ул. Оборонная                                                                                             |      | На левой стороне прямоугольного постамента из природного камня установлена скульптура железобетонная шахтёра в рабочем костюме, в руках у него гидромонитор. На правой стороне постамента изображена глыба, символизирующая угольный постамент. Размеры скульптуры — 2,2×2,4 м, постамента — 1,4×3,5×1,0 м. Памятник установлен у здания института «УкрНИИгидроуголь», коллектив которого разработал ряд новых машин и механизмов для гидрошахт. Скульпторы В. И. Мухин, Н. Н. Щербаков, Н. В. Можаев, П. И. Кизиев, А. А. Редькин |
| Иосифу Сталину | 2015                      | Каменнобродский район, ул. Артёма, 498                                                                    |      | Установка бронзового бюста приурочена к 137 годовщине дня рождения Сталина (18 декабря по новому стилю). Церемонию открытия проводили коммунисты из России и общественные деятели ЛНР. Бюст руководителя советского государства установлен на территории офиса общественного движения (ОД) «Союз коммунистов Луганщины». Бюст установлен слева от входа, симметрично расположенного справа бюста Владимира Ленина. Высота постамента 2 метра. |
| Воинам-интернационалистам Каменного Брода, участникам всех локальных конфликтов                                           |                           | Каменнобродский район, ул. Карла Либкнехта, 9                                                             |      | Установлен с правого торца райисполкома |
| Памятник «ополченцам» ЛНР «Они отстояли Родину»                                                                           | 2016                      | в Сквере Памяти                                                                                           |      | Памятный знак «ополченцам отстоявшим Республику» работы скульптора Виктора Горбулина открыт 12 мая 2016 года во 2-ю годовщину провозглашения ЛНР. Памятник неоднократно подвергался актам вандализма. В ночь на 1 сентября 2016 года он был частично поврежден в результате подрыва неизвестными взрывного устройства, а 1 августа 2017 года при схожих обстоятельствах получила серьёзные повреждения одна из скульптур памятника. |
| Памятник жертвам сталинских репрессий                                                                                     | 1990 — 2024, демонтирован | в Сквере Памяти, на бывшем месте массовых расстрелов — Гусиновском кладбище                               |      | |
| Звезда Победы | 2016                      | на эстакаде в районе железнодорожного вокзала                                                             |      | Памятник был создан по инициативе участников мотоклуба «Ночные волки — Донбасс» при поддержке городских властей ЛНР. 8-метровая красная звезда на постаменте была установлена 14 мая 2016 года. В ночь на 11 ноября 2016 памятник был подорван неизвестными и через некоторое время рухнул. 14 февраля 2017 года был установлен новый памятник, идентичный первому. |